# Liste des sites classés et inscrits de la Guyane
Cet article recense les sites classés et inscrits de Guyane, en France.

## Listes

### Sites classés
La liste suivante recense les sites classés de Guyane en 2024,,.
| Site                       | Communes        | Date             | Superficie (ha) | Notes                                           | Coordonnées                 | Photo |
| -------------------------- | --------------- | ---------------- | --------------- | ----------------------------------------------- | --------------------------- | ----- |
| Abattis et montagne Kotika | Papaichton      | 15 décembre 2011 | 16 936          |                                                 | 3° 59′ 02″ N, 54° 14′ 05″ O |       |
| Habitation Vidal           | Remire-Montjoly | 27 avril 2016    | 579             | L'habitation est un monument historique classé. | 4° 52′ 07″ N, 52° 17′ 26″ O |       |

### Sites inscrits
La liste suivante recense les sites inscrits de Guyane en 2024,.
| Site                                         | Communes                | Date             | Superficie (ha) | Notes                                                                                    | Coordonnées                 | Photo |
| -------------------------------------------- | ----------------------- | ---------------- | --------------- | ---------------------------------------------------------------------------------------- | --------------------------- | ----- |
| Colline de Bourda                            | Cayenne                 | 9 juillet 1982   | 63              |                                                                                          | 4° 56′ 22″ N, 52° 17′ 13″ O |       |
| Colline de Cépérou                           | Cayenne                 | 26 février 1980  | 7               |                                                                                          | 4° 56′ 18″ N, 52° 20′ 14″ O |       |
| Colline de Montabo                           | Cayenne                 | 24 juin 1982     | 62              |                                                                                          | 4° 56′ 53″ N, 52° 18′ 39″ O |       |
| Îles du Salut                                | Cayenne                 | 18 décembre 1979 | 87              |                                                                                          | 5° 17′ 15″ N, 52° 35′ 08″ O |       |
| Îlets de Rémire                              | Cayenne                 | 28 décembre 2000 | 108             |                                                                                          | 4° 54′ 34″ N, 52° 11′ 40″ O |       |
| Place des Palmistes et place Léopold-Héder   | Cayenne                 | 8 avril 1980     | 13              | La place des Palmistes et la place Léopold-Héder sont des monuments historiques classés. | 4° 56′ 22″ N, 52° 20′ 05″ O |       |
| Montagne d'Argent                            | Ouanary                 | 28 décembre 2000 | 656             |                                                                                          | 4° 23′ 07″ N, 51° 42′ 08″ O |       |
| Abattis et montagne Kotika                   | Papaichton              | 19 décembre 2005 | 31 934          |                                                                                          | 4° 00′ 37″ N, 54° 13′ 23″ O |       |
| Berges du Mahury                             | Remire-Montjoly         | 28 novembre 2018 | 17              |                                                                                          | 4° 51′ 06″ N, 52° 17′ 07″ O |       |
| Habitation Pascaud                           | Remire-Montjoly         | 28 novembre 2018 | 35              |                                                                                          | 4° 51′ 37″ N, 52° 16′ 09″ O |       |
| Plateau de Montravel                         | Remire-Montjoly         | 30 avril 1980    | 13              |                                                                                          | 4° 54′ 38″ N, 52° 15′ 32″ O |       |
| Plateau du Mahury                            | Remire-Montjoly         | 30 avril 1980    | 778             |                                                                                          | 4° 52′ 45″ N, 52° 15′ 08″ O |       |
| Bourg de Roura                               | Roura                   | 5 octobre 1982   | 4               |                                                                                          | 4° 43′ 31″ N, 52° 19′ 35″ O |       |
| Bassin versant, chutes et crique Voltaire    | Saint-Laurent-du-Maroni | 20 décembre 2000 | 17 893          |                                                                                          | 5° 02′ 14″ N, 54° 04′ 31″ O |       |
| Quartier officiel de Saint-Laurent-du-Maroni | Saint-Laurent-du-Maroni | 15 octobre 1982  | 36              |                                                                                          | 5° 30′ 17″ N, 54° 01′ 50″ O |       |